# Engadin
Engadin (retoromansko Engiadina, Nagiadegna oz. Gidegna, italijansko Engadina izhaja iz retoromanskega imena reke Inn - En) je visoka dolina v švicarskem kantonu Graubünden. Je ena najvišje ležečih naseljenih dolin v Evropi in je dolga več kot 80 km. Tvorita jo Zgornji Engadin in Spodnji Engadin. Meja med obema deloma gorske doline označuje potok Ova da Punt Ota, med Cinuos-chelom (del skupnosti S-chanf) in Brailom (del skupnosti Zernez), ki se z leve izliva v Inn. Mejnik je točka Punt Ota, most ki vodi čez potok gorvodno od omenjenega ustja.

## Etimologija
Dolina je prvič zabeležena kot vallis Eniatina v latinskem viru iz 10. stoletja. Engadinski filolog Robert von Planta predlaga, da se ime lahko razloži z neuporabljenim korenom imena *Eniates. V tem primeru bi delovalo z izpeljanko iz imena reke Inn (<Aenus /Enus) s keltskim obrazilom -ates za sklicevanje na »prebivalci«.

## Geografija

### Zgornji Engadin
Zgornji Engadin (retoromansko Engiadin 'Ota, nemško Oberengadin) je od 1600 do 1800 m visoka dolina z jezeri, imenovanimi Engadinska jezera: jezero Sils, Silvaplana, Lej da Champfèr in St. Moritz, poraščena z borovim in macesnovim gozdom, še posebej v stranskih dolinah, in ledeniki. Zaradi visoke nadmorske višine ima dno visokogorsko do predalpsko podnebje in je med najhladnejšimi pokrajinami v Alpah. Travniki v dolini so obdani z le zmerno strmimi pobočji, visoki vrhovi so običajno pokriti s snegom. Na osojnih pobočjih na jugu so razširjeni iglasti gozdovi in planinski pašniki; meja med njimi je očitna. Zgornji Engadin je preko prelaza Bernina povezan s Puschlavom in preko prelaza Maloja z Bergellijem; na severu je povezan s prelazom Julier na Oberhalbstein in s prelazom Albula v dolino Albula. Severovzhodni del Zgornjega Engadina proti Spodnjemu Engadinu se imenuje La Plaiv.

#### Vasi v Zgornjem Engadinu
Od zgoraj navzdol si sledijo: Maloja (del in nekdanja vas Alp des Bergeller, Stampa in s tem politična pripadnost k italijansko govorečim Bergellom), Sils (Segl), Silvaplana (Silvaplauna), Surlej (pripada Silvaplana), Champfèr (dvodelna vas, ki jo deli reka med upravni enoti St. Moritz in Silvaplana), St. Moritz (San Murezzan), Celerina (Schlarigna), Pontresina (Puntraschigna), Samedanu, Bever, La punt-Chamues-ch, Madulain, Zuoz, S-chanf Cinuos-chel (del skupnosti S-chanf).

#### Stranske doline
Večje doline so Samedan na jugovzhodu, ki se spušča iz prelaza Bernina v Val Bernina, s krajem Pontresina in Val Bever pri Beverju.

### Spodnji Engadin
Spodnji Engadin (nemško Unterengadin, retoromansko Engiadina Bassa) je bolj strma in sega od 1610–1019 m. Je ožja in bolj divja od Zgornjega Engadina. Inn hiti preko skalovja in med ozkimi stenami. Njegova divja soteska je Finstermünz, ko zapusti ozemlje Švice.
Spodnji Engadin je povezan preko prelaza Flüela z dolino Landwassertal v Davos, preko prelaza Ofen pa preide v Val Müstair. Od leta 1999 je z železnico skozi predor Vereina povezana v Prättigau, poleg (pozimi le delno varnega) prelaza Julier in Albulske železnice, ki tako predstavlja z Zgornjim Engadinom prometno povezavo Engadina s preostalo Švico, prehodno vse leto.

#### Vasi v Spodnjem Engadinu
Od zgoraj navzdol si sledijo: Občina Zernez zajema Zernez, Susch, Lavin; občina Scuol: Giarsun, Guarda, Bos-cha, Ardez, Ftan, Tarasp, Scuol, Sent; občina Valsot: Vnà, Ramosch, Seraplana in Raschvella (del nekdanje občine Ramosch), Tschin, Strada in Martina (del nekdanje občine Tschin).

### Jezera
| Jezero     | Površina | Nadmorska višina |
| ---------- | -------- | ---------------- |
| Sils       | 4,1 km²  | 1797 m           |
| Silvaplana | 2,7 km²  | 1791 m           |
| Champfèr   |          |                  |
| St. Moritz | 0,78 km² | 1768 m           |

## Rastlinstvo in živalstvo
Botanično je Engadin izjemno bogat, še posebej s kriptogamnimi rastlinami (rastline, ki tvorijo spore). Severna pobočja so poraščena z jelko in borovimi gozdovi, ki segajo do nadmorske višine 1800 m, medtem ko je mogoče na južnih pobočjih zaradi suhosti najti več macesnovega gozda, ki seže celo do 2100 m visoko.
V gozdovih Engadina živi jelenjad in srnjad, v gorskih območjih gams in alpski kozorog. V skalnih dolinah živita planinski orel in brkati ser. Jelene in gamse se kontrolirano lovi vsako leto v septembru za tri tedne. Lov na kozoroga je urejen posebej.
Engadin je bogat tudi s koristnimi minerali (smitsonit, galenit, rude ki vsebujejo srebro in svinec, halkopirit, itd.); gospodarsko pomembni so mineralni vrelci v St. Moritzu, v Zgornjem in Scuol-Tarasp v Spodnjem Engadinu.

## Zgodovina

### Prazgodovina in Rimski imperij
Od približno 2000 pred našim štetjem so kmečki prebivalci naselili vrhove in pobočja teras kot je Ramosch-Mottata. V srednjo bronasto dobo je datiran tudi izvir v St. Moritzu. Najdbe v Ardez-Suotchastè in Scuol-Munt Baselgia govorijo o intenzivnejšem naseljevanju v pozni bronasti dobi (1200–800 pr. n. št.). Kultura Laugen-Melaun je bila v 6. stoletju pr. n. št. ločena od kulture Fritz-Sanzena. Regiji Zernez in St. Moritz je zasedala kultura Breno.
Ko je Rim podjarmil Germane, je bil leta 15 pred našim štetjem Engadin vključen v rimsko provinco Retija. Najdbe rimskih ulic so dokaz njegovega pomena v času Rimljanov ter širitve povezovalnih cest vse do zgodnjega srednjega veka. Po koncu rimskega imperija je postal Engadine z Retijo del Italskega kraljestva in leta 536 padel pod Franke. Posvetna in duhovna oblast je bila od 7. stoletja dalje v rokah plemiške hiše Zacconen, ki se je imenovala tudi Victoridi.

### Srednji vek in reformacija
Leta 806 je provinco v Zgornjo in Spodnjo Retijo razdelil Karel Veliki in Engadin je postal del Zgornje Retije. Leta 916 je Zgornji Engadine pripadel Švabski vojvodini, Spodnji Engadini pa grofiji Vinšgau. Obe dolini sta imeli politično in ustavno zgodovinsko samostojno pot do leta 1652. Zgornji Engadin je imel svoje grofe. Leta 1139 je grof Dedalrich prodal svojo zemljo škofiji Chur, od te se je leta 1494 Zgornji Engadine odkupil. V Spodnjem Engadinu so se lastniki pogosto menjali, kar je privedlo do več sporov.
V srednjem veku je škof iz Chura na račun donacij in privilegijev svoj vpliv razširil v Zgornji Engadin. Leta 1137 in 1139 je kupil posesti grofov Gammertingen med Punt Ota in St. Moritzem ter s tem postal najmočnejši vladar v regiji. Leta 1367 se je Zgornji Engadin pridružil Ligi Božje hiše, a imel tudi nekaj samouprave. Pomembno vlogo so igrali škofovi ministeriali iz hiše Planta, katere vzpon se je začel po letu 1250. Poleg teh je pomembno vlogo igrala tudi družina Salis iz Samedana. V srednjem veku je v dolini Zgornjega Engadina nastala skupnost Ob Pontalt (retoromansko Sur Punt Ota), skupnost pašnikov, gozdov in voda v regiji. Posamezna naselja so se leta 1477 združila (na primer Chantuns Sils in Fex). Od leta 1526 so bile škofove pravice odkupljene in od leta 1538 do 1543 skupna lastnina razdeljena. Višje sodišče je več teritorialno zaprtih skupnosti združilo v Zuoz in od 1438 v Funtauna Merla. Johann Travers iz Zuoza je pričel leta 1534 prirejati svetopisemske igre z duhovno vsebino v retoromanščini, kar je imelo velik vpliv na prebivalstvo. V letih 1550–1577 je Zgornji Engadin sprejel protestantizem. Med 1552–1562 sta reformatorja Jachiam Tütschett Bifrun in Ulrich Campell  v retoromanščino zapisala prevod Svetega pisma. Več tiskarn z imeni Saluz, Dorta, Gadina in Janett je spodbudilo živahno intelektualno življenje.
Leta 1140 je Spodnji Engadin prišel kot fevd Tirolskim grofom. Med 1160 in 1177 so plemiči iz Taraspa dali svoj grad skupaj s posestvi Guarda, Scuol in Ftan škofu iz Chura. Z nakupom več grofij je Ardez-Steinberg pridobil prevlado moči v regiji. Pridobitev suverenosti ni uspela Habsburžanom in od 1363 so vladali Tirolski grofje. Leta 1367 se je Spodnji Engadin pridružil Ligi Božje hiše. Leta 1464 so Habsburžani kupili gospostvo Tarasp, leta 1475 pa izgubili svoje fevdalne posesti v vojni z Ligo. Poskus vključitve Spodnjega Engadina in sosednji Munster pod sodnega izvršitelja Naudersa je leta 1499 sprožil švabsko vojno. Vse vasi so izropali cesarski plačanci in jih uničili. Graubünden je zmagal leta 1499 v bitki za Calven in končal širitev tirolsko-habsburške vladavine. Sporazum iz leta 1500 je določal staro stanje: Spodnji Engadin je ostal pod habsburško suverenostjo in je bil tudi član Lige Božje hiše. V 16. stoletju je bil v Spodnjem Engadinu mir v okviru Treh lig. Od 1529 do 1553 je Spodnji Engadin (brez avstrijskega Taraspa) prestopil k novi reformirani veri. V Bündner Wirren, boju Graubündena za Valtellina in gorske prelaze, kjer so si Habsburžani prizadevali za povezavo med svojimi ozemlji, so poskušali povečati svoj vpliv v Spodnjem Engadinu in v Prättigau. Leta 1621 je Alois Baldiron vdrl v Spodnji Engadin in ga zasedal do leta 1629. Rekatolizacija s pomočjo Kapucinov ni uspela, ker so se občine ponovno vrnile k prenovljeni veri. Samo Montague, nemško govoreča skupnost je šla svojo pot do 19. stoletja in ostala katoliška. Leta 1652 so kupili avstrijske pravice.

### Novejša zgodovina
V letih 1798–1800 je bil Engadin prizorišče spopadov med Francozi in Avstrijci. Ena zadnjih avstrijskih posesti je bil katoliški Tarasp, ki je prišel po Reichsdeputationshauptschluss iz leta 1803, leta 1815 spet pod Graubünden. Od leta 1851 je Engadin razdeljen na okrožje Inn in Maloja z enotami Zgornji Engadin, Obtasna, Untertasna in Ramosch.
Gospodarstvo je bilo gorsko in usmerjeno proti severni Italiji in na Tirolsko. Izvoz živine, ovc, drugih kmetijskih proizvodov, lesa in rude je financiral uvoz dobrin, kot so žito, vino in sol. Veliko gozdov spodnjega Engadina so izkrčili za potrebe solin v Hallu in rudarstva v S-Charlu. V sodobnem času so začasni izseljenci, Randulins, med 1603–1766 kot engadinski slaščičarji uživali donosne privilegije v Benetkah in pomembno prispevali k večji blaginji. Po prekinitvi pogodbe s strani Benetk je veliko Engadinčanov emigriralo v druga italijanska mesta, kot tudi v druga evropska središča.
Med 1820–1840 je bila zgrajena cesta preko prelazov Julier in Maloja, med 1845–1872 cesta po dolini in med 1907–1912 Samnaunerska cesta. Odprtje predora Gotthard leta 1882 je omogočilo tranzit s poštnimi vozovi in s tem odvzel denarne prihodke mulovodcem preko gorskih prelazov. To luknjo so postopoma nadomestili z nastajajočimi termami in alpskim turizmom.
Med 1903–1913 je bila zgrajena Albulska železnica, ki je nastala kot povezava do Zgornjega Engadina in je pospešila rast turizma. Po prvi svetovni vojni se je začela zlata doba velikih hotelov. Gospodarska kriza leta 1929 je uničila veliko delovnih mest v turizmu. Leta 1925 se je začel razvoj cestnega omrežja za avtomobilski promet, leta 1938 je bilo zgrajeno letališče v Samedanu kot vojaško letališče. Leta 1914 je bil v Spodnjem Engadinu ustanovljen Švicarski narodni park. Z izgradnjo žičnic in smučarskih vlečnic od leta 1945 dalje se je zimski turizem strmo dvignil, zimske olimpijske igre v St. Moritzu v letih 1928 in 1948 so zagotovile publiciteto pri svetovni javnosti. Prva gradbena faza hidroelektrarn je bila končana leta 1932, kar ni vplivalo na jezera v Zgornjem Engadinu. V drugi polovici 20. stoletja so bili realizirani drugi projekti elektrarn, med njimi največja jezova Punt dal Gall in Livigno. Opazna je vrzel v razvitosti med turističnim Zgornjim Engadinom in kmetijskim Spodnjim Engadinom. Leta 1999 odprt predor Vereina je tudi Spodnjemu Engadinu omogočil hitrejši razvoj. Obstoječa cestna prelaza Flüela in Albula sta v zimskem času zaprta; samo prelaz Julier je prevozen vse dni v letu (razen v zelo zasneženih zimah).

## Kultura
Kulturno-zgodovinsko pomemben dodatek k bogati retoromanski literaturi je predvsem engadinska gledališka zgodovina, to je zgodovina ljudskega gledališča, ki sega v 16. stoletje.
Prepoznaven arhitekturni element je engadinska hiša, to je tip kmetije iz Engadina, italijanske doline Vinšgau in tirolske Zgornje doline Inna. Ima velike kamnite zidove, ki so pogosto okrašene s tehniko sgraffito, globoka okna, erker (balkon) in dvoje vhodov v Sulèr in hlev na čelni strani. Običajno je trinadstropna bivalna hiša s hlevom.

## Prebivalstvo

### Jezik
Glavni jezik v Spodnjem Engadinu in v nekaterih delih Zgornjega Engadina je retoromanščina. V Zgornjem Engadinu se govori putérščina in v Spodnjem Engadinu valladerščina, dva retoromanska idioma z lastnim pisnim jezikom, ki se skupaj imenujeta engadinska ladinščina, ki je ne smemo zamenjevati z ladinščino v severovzhodni Italiji.
V zadnjem stoletju se je močno razvil turizem, zato Engadin beleži intenzivno priseljevanje ljudi, ki ne govorijo retoromansko. Zato se poleg tega jezika govori še švicarska nemščina in italijanščina. V glavnih krajih Zgornjega Engadina je retoromanščina močno izrinjena. Leta 2000 je le 13 % lokalnega prebivalstva navedlo retoromanščino kot svoj glavni jezik in 30 % kot vsakdanji jezik. V Spodnjem Engadinu je retoromanščina manj ogrožena, vendar se kaže podoben trend tudi v tej regiji.
Engadin se jezikovno in kulturno pogosto identificira z izrekom »samo v tej regiji je doma pozdrav Allegra!«
Vasi še danes poznajo in uporabljajo vzdevke za vsako naselje, ki so povezani z legendami.

## Gospodarstvo
Z razvojem turizma v zadnjem stoletju je prišlo do intenzivnih migracij ljudi. Pozidava je spremenila strukturo naselij in privedla do urbanih središč kot je St. Moritz s svojimi 5600 prebivalci. Nahaja se ob jezerski pokrajini v Zgornjem Engadinu na 1856 metrih nadmorske višine in je že v začetku 19. stoletja s svojimi mineralnimi vrelci slovel po vsej Evropi. Prvi termalno kopališče je bilo odprto leta 1831. Od takrat je postal mesto mondenih hotelov in kasneje počitniških stanovanj. St. Moritz je med najbolj znanimi letovišči na svetu. 9. avgusta 1907 je bila odprta prva tirna vzpenjača, Muottas-Muragl-Bahn

## V popularni kulturi
Leta 1932 je bil posnet film – Pustolovščina im Engadine, Haralda Reinla, ki vsebuje športne in zasledovalne prizore z zasneženo pokrajino v ozadju. 